# Азиатские мабуи
Азиа́тские мабу́и (лат. Eutropis) — род ящериц из семейства сцинковых.

## Описание
Азиатские мабуи — среднего размера или относительно крупные сцинки с цилиндрическим телом, довольно длинным хвостом и хорошо развитыми пятипалыми конечностями. Чешуи спины и брюха округлые, слабо отличаются по форме и размеру, но на спине чешуя килеватая. Отверстие уха небольшое; барабанная перепонка находится на дне короткого слухового прохода. Имеется вторичное небо, образованное контактом небных костей по средней линии.

## Распространение
Широко распространены в Южной и Юго-Восточной Азии.

## Классификация
Относятся к обширному подсемейству лигосомных сцинков (Lygosominae). Ранее виды рода относили к роду Mabuya.
Род включает около 25 видов:
- Eutropis allapallensis
- Eutropis andamanensis
- Eutropis beddomii
- Eutropis bibronii
- Eutropis carinata
- Eutropis clivicola
- Eutropis cumingi
- Eutropis darevskii
- Eutropis dissimilis
- Eutropis englei
- Eutropis gansi
- Eutropis indeprensa
- Eutropis innotata
- Eutropis longicaudata
- Eutropis macularia
- Eutropis multicarinata
- Eutropis multifasciata
- Eutropis nagarjuni
- Eutropis novemcarinata
- Eutropis quadratilobus
- Eutropis quadricarinata
- Eutropis rudis
- Eutropis rugifera
- Eutropis tammanna
- Eutropis trivittata
- Eutropis tytleri